# C19H17NO4
分子式C19H17NO4（摩尔质量：323.348 g/mol）可以指：
- 色酚AS-BG，CAS号：92-73-9
- 5-苄氧基吲哚-3-乙醛酸乙酯，CAS号：75238-44-7
- 四氢黄连碱（英语：Tetrahydrocoptisine），CAS号：4312-32-7

|  | 这个同类索引页列出了具有相同分子式的化学物（即同分異構體）条目。 除非您是有意链接至本页，否则应将相应条目的内部链接指向正确的条目。 |